# Drago Jančar
Drago Jančar es un escritor, dramaturgo y poeta esloveno nacido en 1948 en Maribor, en la ex Yugoslavia. 
Uno de los temas de sus novelas es el conflicto entre los individuos y las instituciones represivas, como prisiones, galeras, manicomios y cuarteles militares. Su estilo es lacónico e irónico, presentando además giros de la tragicomedia. En la mayoría de sus novelas explora eventos concretos y sus circunstancias acaecidos en la historia de Europa Central, los cuales son elevados a casos paradigmáticos de la condición humana.
Durante varias décadas se le prohibió publicar, y en 1974 fue incluso condenado por "propaganda enemiga". Sin embargo, con las muertes de Kardelj y de Tito a finales de los setenta, pudo trabajar como guionista y dramaturgo. A mediados de los ochenta logró el reconocimiento nacional, y a finales de la década comenzó a ser conocido en otros países, en particular en Europa Central, España e Italia.
En sus ensayos y artículos periodísticos ha tomado partido político en momentos clave. Durante la Guerra de Bosnia apoyó públicamente las demandas de los bosnios. En su ensayo Kratko poročilo iz dolgo obleganega mesta ("Corto informe desde una ciudad sitiada desde hace mucho") abordó la función de los intelectual en los conflictos étnicos, nacionales y políticos dentro del contexto de la Guerra de Yugoslavia. 
En los años noventa se vio envuelto en una polémica con el escritor austríaco Peter Handke sobre la disolución de Yugoslavia.

## Reconocimientos
En 1993 le fue concedido el premio Prešeren.